# Himmelsberga, Öland

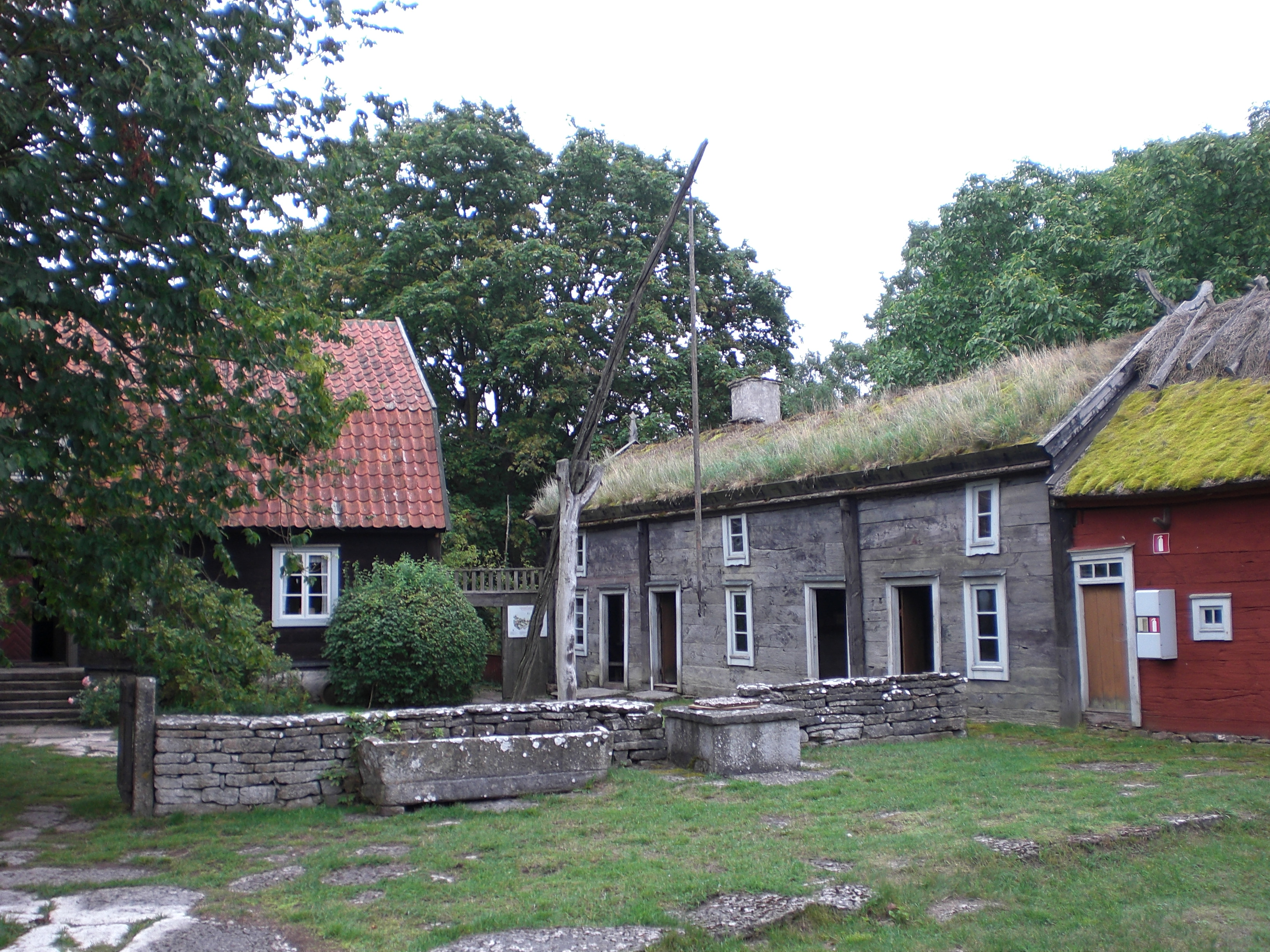
Norrgården

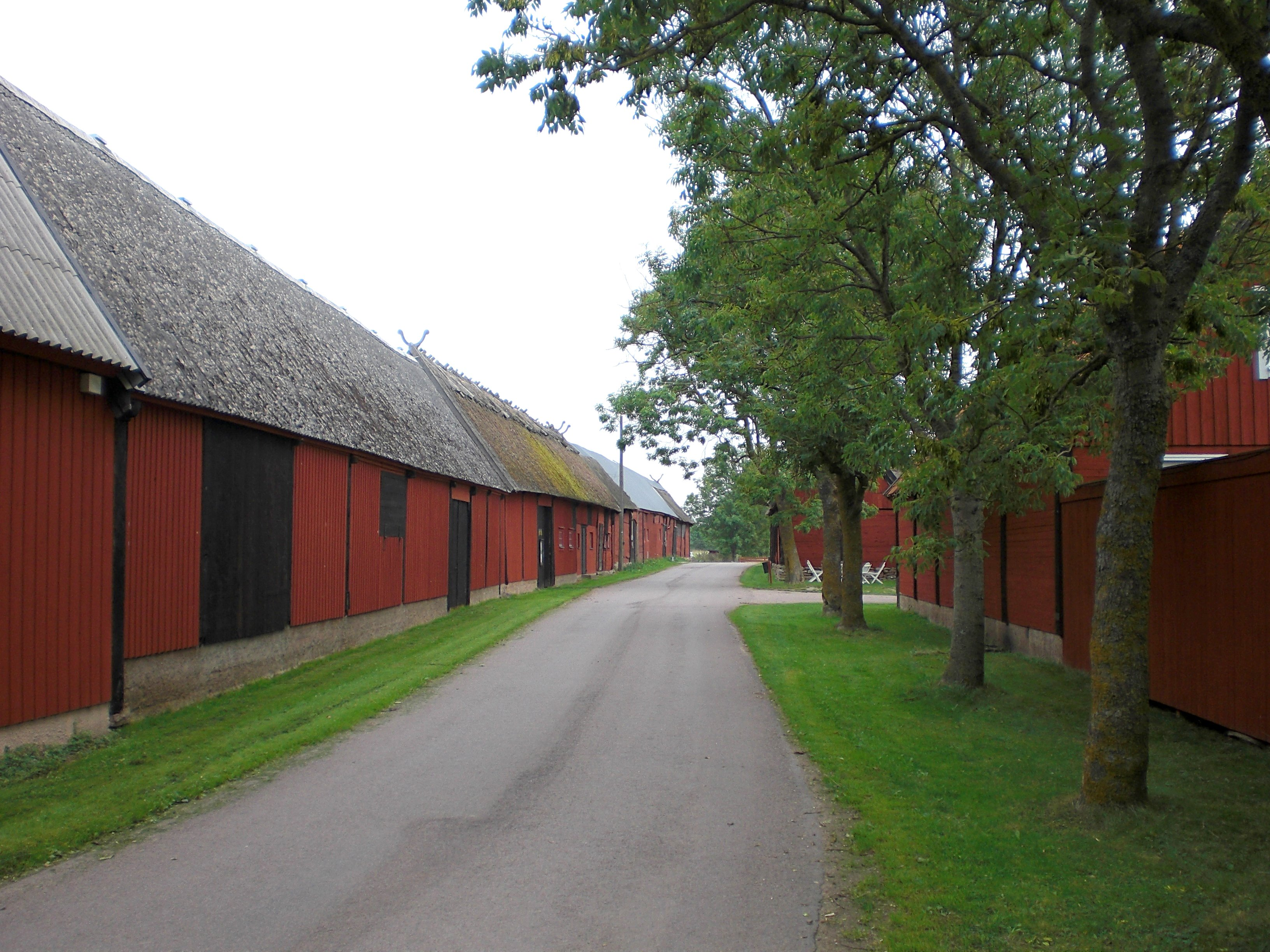
Bygatan

Himmelsberga är en radby i Långlöts socken, Öland. Den östra delen av Himmelsberga by utgörs numera till större delen av friluftsmuseet Ölands Museum Himmelsberga. Den västra delen av byn utgörs av privatägda gårdar och villabebyggelse. En vandringsled, Långlötleden, utgår ifrån Himmelsberga.

## Historik
Den äldsta kända kartläggningen, en geometrisk avmätning av Himmelsberga by, gjordes 1683. Då fanns fyra hemman i byn, varav tre var så kallade kronohemman och ett hemman utan bebyggelse hörde till Långlöts prästgård. Därutöver fanns fyra kronoutjordar samt en så kallad "prästhåp". År 1683 redovisades 50,5 tunnland åker (inklusive horvor, små inhägnade åkrar eller ängar) och slåtteräng som räckte till sammanlagt 31 lass hö till hela byn.

## Hembygdsmuseum blir till
Ölands hembygdsförbund köpte 1957 två kringbyggda gårdar med bevarad ålderdomlig prägel i Himmelsberga radby i Långlöts socken. Gårdarna på bygatans östra sida restaurerades och kompletterades, varefter de invigdes som museum på midsommardagen 1959. Initiativtagare och drivande kraft var hembygdsförbundets intendent Bertil Palm. 
Museet ger genom gårdarnas bebyggelse och inventarier en bild av en komplett miljö och hur livet gestaltades där under slutet av 1700-talet och till mellankrigstid. De flesta byggnaderna i byn har byggts i skiftesverksteknik. En del lador och bodar är uppförda av sten, eller av sten och trä. De äldsta byggnaderna har ett större virkesinslag av ek. Norrgården är en herrgårdsliknande mangårdsbyggnad av typen salsbyggnad från 1842, medan mangårdsbyggnaden på den så kallade Karl-Olsgården består av en torvtäckt parstuga från 1700-talet, med en helgdagsstuga försedd med väggmålningar. Himmelsberga är idag ett öländskt landskaps - och friluftsmuseum och den mest välbevarade och genuina radbymiljön på Öland.

## Utställningshallar och utbyggnad
År 1986 inköptes ytterligare gårdar väster om bygatan i byn. Ladugården, som samtidigt inreddes till utställningshall, invigdes 1988. Ytterligare ett par byggnader som därefter ombyggts för samma ändamål, har därefter fungerat som gallerier för öländska konstnärer.
Intresset för en utställningslokal med samtida öländsk konst ledde till att en särskild konsthall byggdes i Himmelsberga. Av säkerhetsskäl byggdes därvid ett stenhus inuti en äldre träladugård. I stora utställningshallen visas årligen större utställningar, som regel med fokus på både konst och kulturhistoria. Anläggningen fick namnet Ölands museum invigdes 1995 med utställningen ”Ölandsmålare – hundra år av öländskt måleri” med 147 verk av femtiofem avlidna konstnärer. Utställningsytan har därefter vid ett par tillfällen ytterligare utökats. Initiativtagare och drivande kraft vid konstmuseets tillkomst var hembygdsförbundets dåvarande intendent, Anders Nilson.
År 2005 erhöll Ölands museum en större donation av sommarölänningarna, makarna Sten och Karin Forselius, som då skänkte sin omfattande samling av ölandskonst till museet.
2023 invigdes Lorangahallen, där Barbro Lindgrens barnbokskaraktärer bjuder in till lek för barnen.

## Ortnamnet
Etymologin för ortnamnet Himmelsberga är inte definitivt klarlagd. Lika sannolikt som att ordets förled kan syfta på det nutida ordet himmel, torde det kunna knytas till det fornsvenska mansnamnet Hemvidh, (nusv. Hemming). Tillräckliga belägg saknas för att frågan säkert ska kunna avgöras.

## Bildgalleri

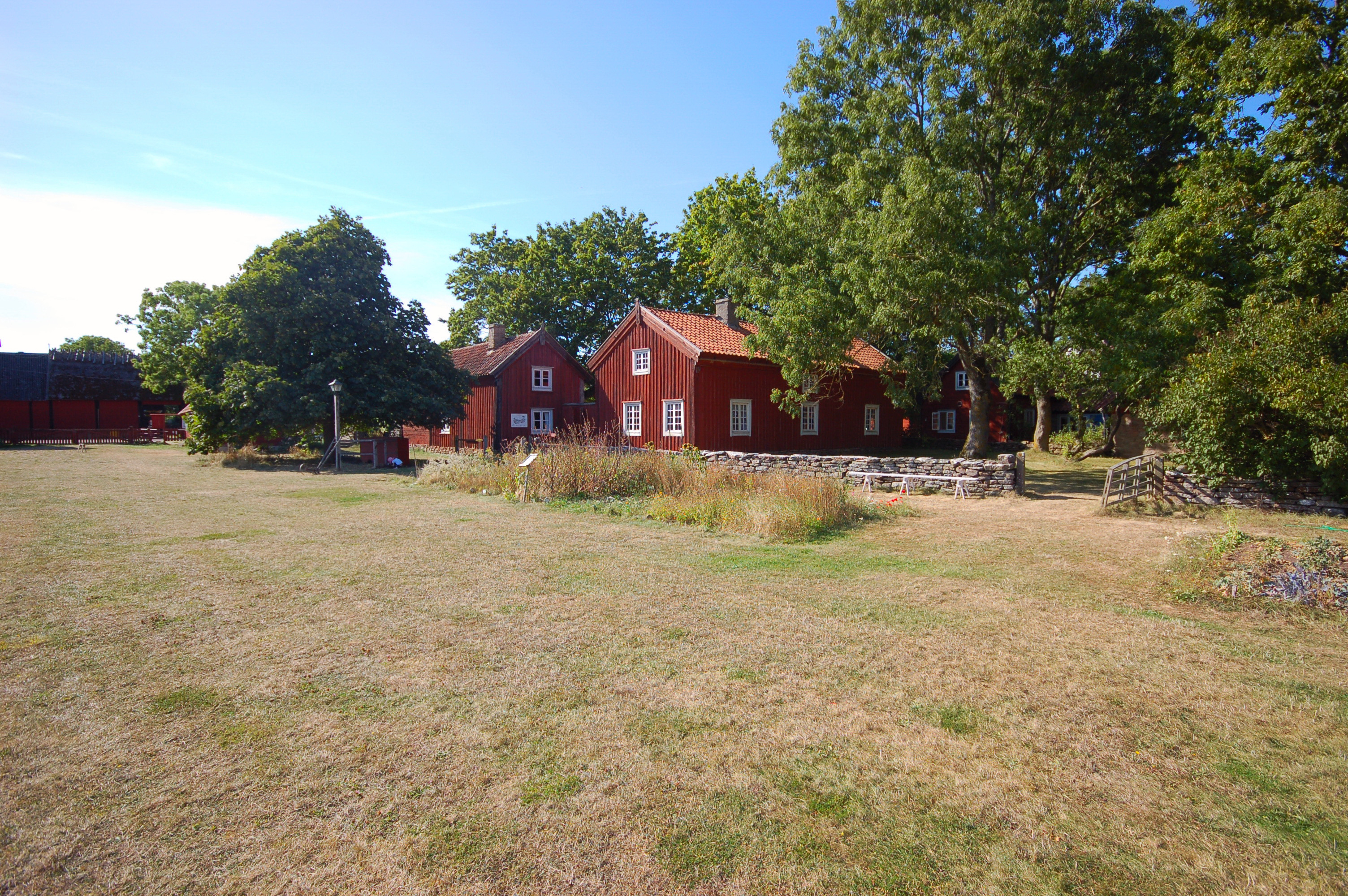
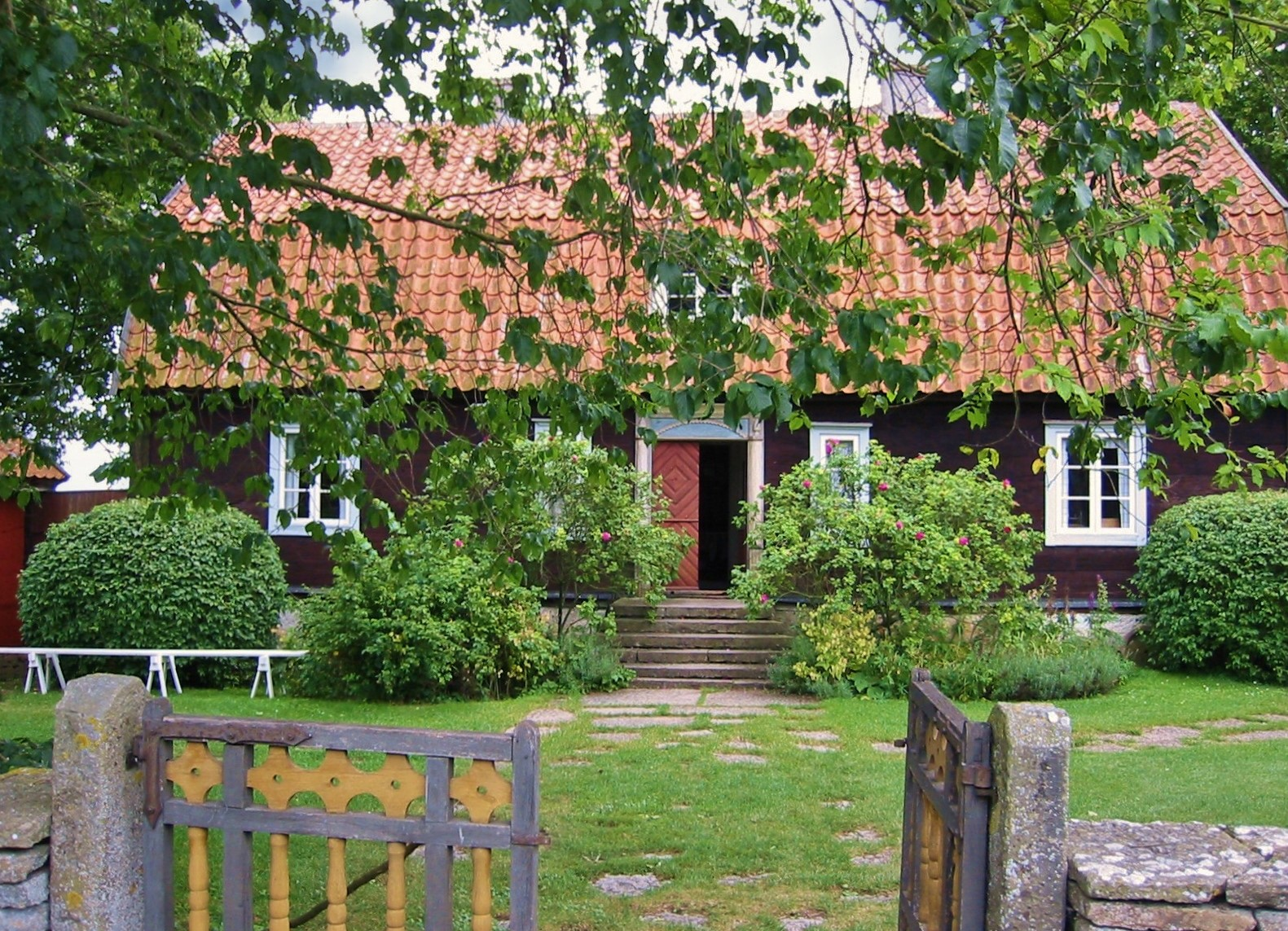
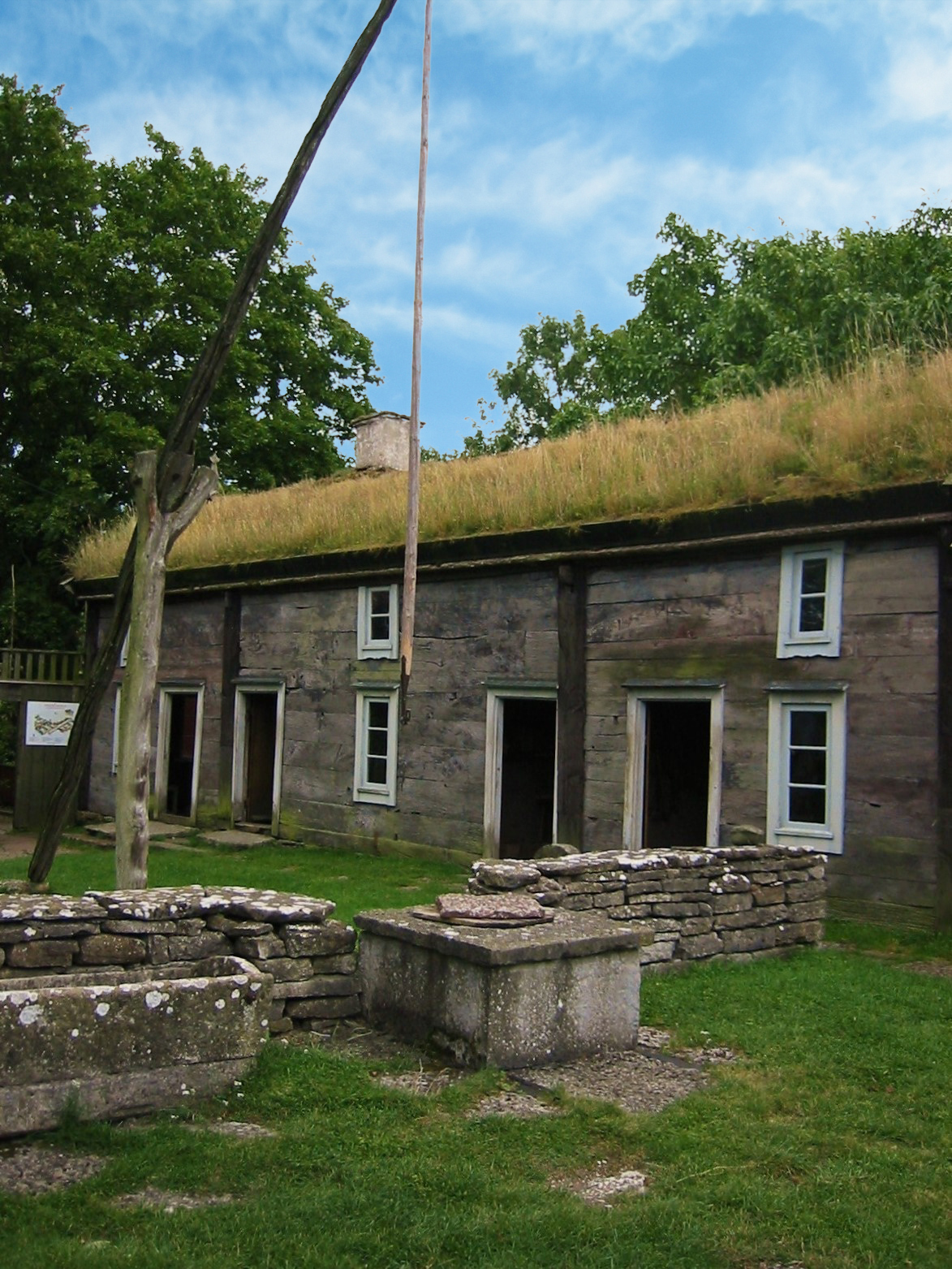
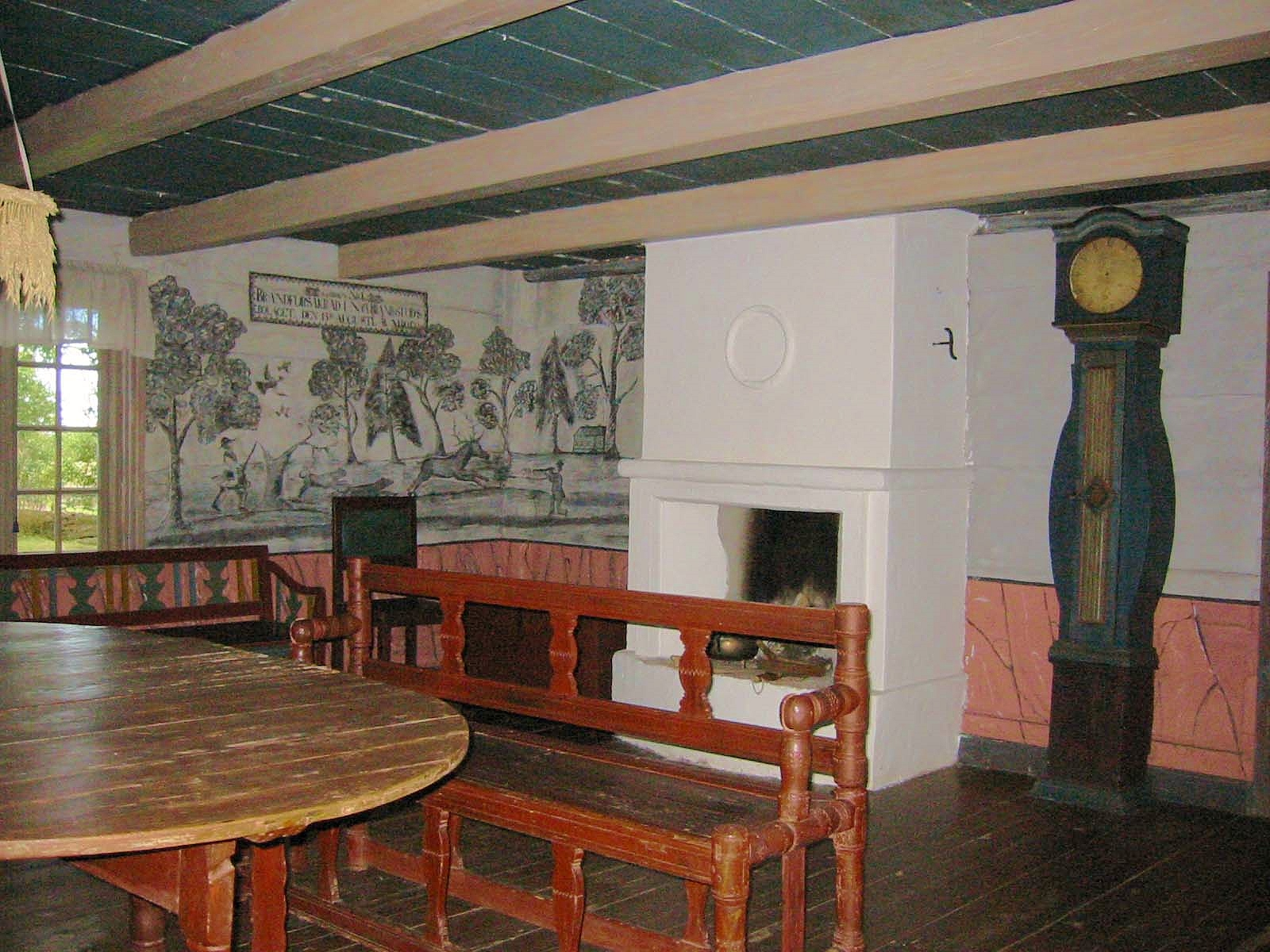
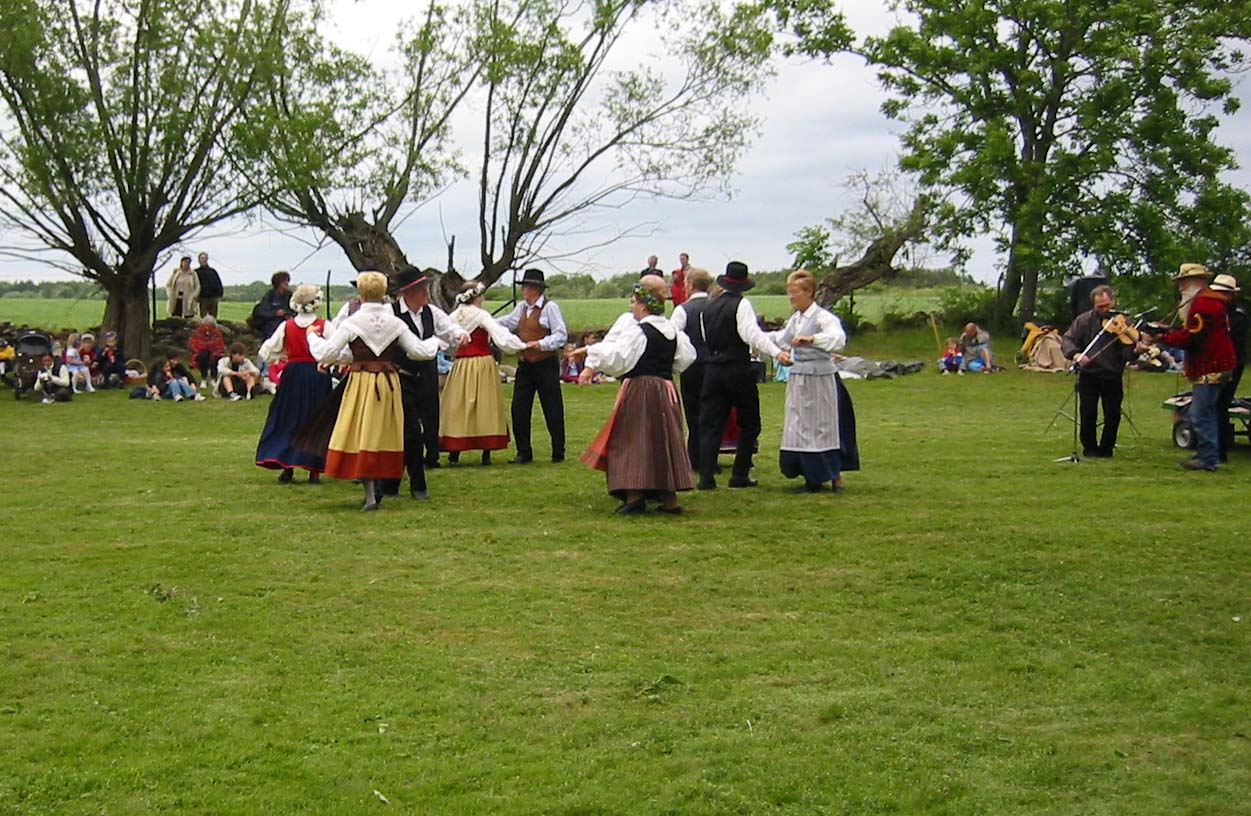
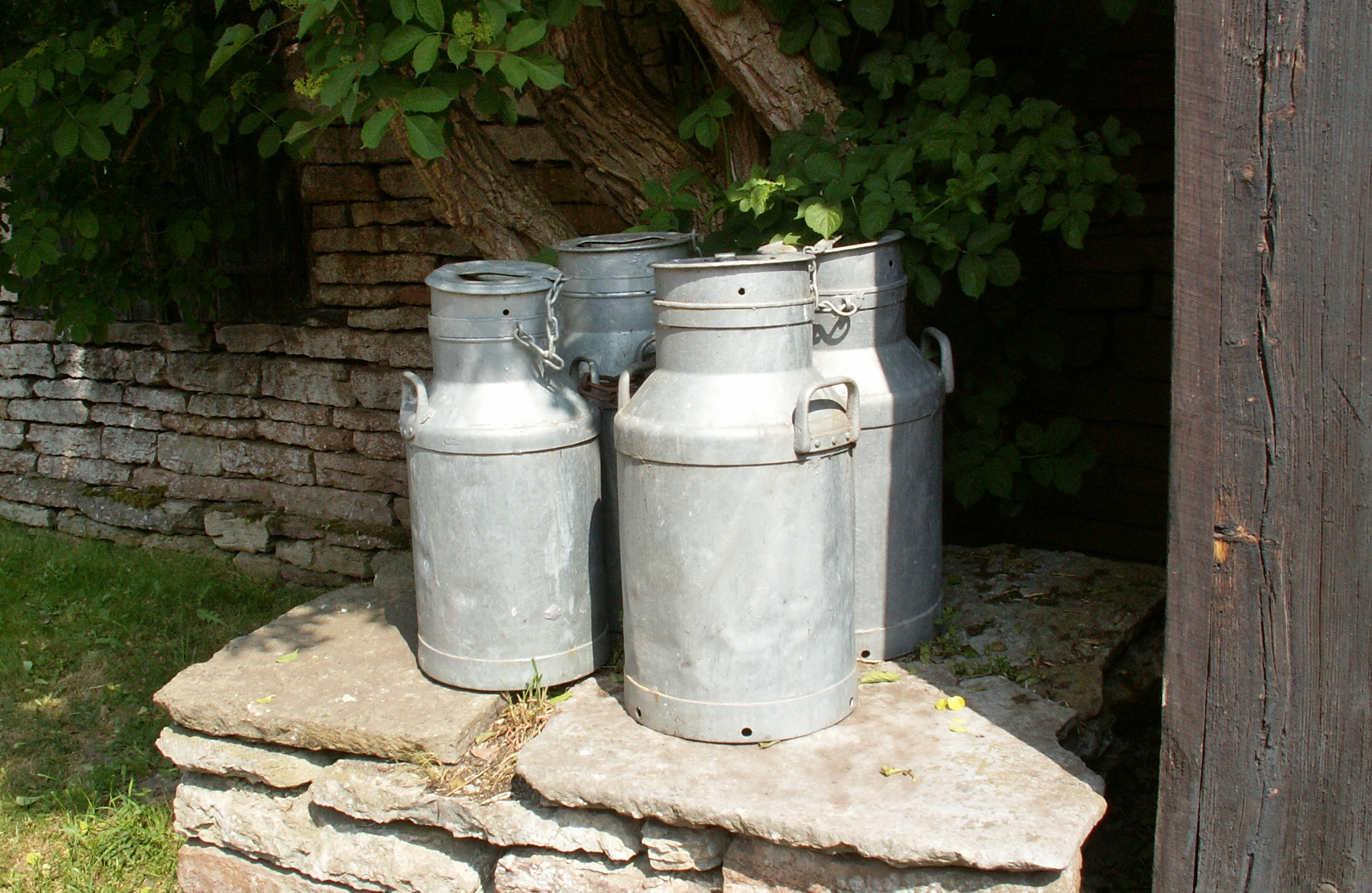

## Utställningar
Anders Nilson har publicerat följande böcker i samband med museets utställningar:
- Ölandsmålare. Hundra år av öländskt måleri. 1995.
- Arthur Percy. Målaren och formgivaren. 1996.
- Axel Kargel. 1998.
- Ölandsmålare 2000. 2000.
- Sigfrid Södergren. 2001.
- Målarna på Bo. Ett stycke öländsk konsthistoria. 2002.
- Per Ekström. 2003.
- Öland-landskapsmålningar. 2004.
- Ivan Hoflund. Målaren och tecknaren. 2005.
- Sven Ljungberg. 2006.
- Öländskt. Allmogekonst och nyttoslöjd från tre århundraden. 2007.
- Konstsamlingen på Himmelsberga. 2008.